# Gran Premio di superbike di Assen 2019
Il Gran Premio di superbike di Assen 2019 è stato la quarta prova su tredici del campionato mondiale Superbike 2019, disputato il 14 aprile sul TT Circuit Assen. A causa delle avverse condizioni atmosferiche le gare previste al sabato (gara 1 e gara superpole) non sono state disputate, con la gara superpole definitivamente annullata e la gara 1 disputata alla domenica mattina. La gara 1 ha visto la vittoria di Álvaro Bautista davanti a Jonathan Rea e Michael van der Mark, lo stesso Bautista si è ripetuto anche in gara 2, davanti a Michael van der Mark e Jonathan Rea.
La vittoria nella gara valevole per il campionato mondiale Supersport 2019 è stata ottenuta da Federico Caricasulo, mentre la gara del campionato mondiale Supersport 300 2019 è stata vinta da Manuel González.

## Risultati

### Gara 1

#### Arrivati al traguardo
| Pos. | Nº | Pilota               | Squadra                  | Motocicletta         | Giri | Tempo     | Griglia | Punti |
| ---- | -- | -------------------- | ------------------------ | -------------------- | ---- | --------- | ------- | ----- |
| 1º   | 19 | Álvaro Bautista      | Aruba.it Racing - Ducati | Ducati Panigale V4 R | 21   | 33'30.479 | 1º      | 25    |
| 2º   | 1  | Jonathan Rea         | Kawasaki Racing          | Kawasaki ZX-10RR     | 21   | +3.130    | 8º      | 20    |
| 3º   | 60 | Michael van der Mark | Pata Yamaha              | Yamaha YZF R1        | 21   | +4.934    | 2º      | 16    |
| 4º   | 22 | Alex Lowes           | Pata Yamaha              | Yamaha YZF R1        | 21   | +10.679   | 4º      | 13    |
| 5º   | 91 | Leon Haslam          | Kawasaki Racing          | Kawasaki ZX-10RR     | 21   | +10.859   | 5º      | 11    |
| 6º   | 28 | Markus Reiterberger  | BMW Motorrad             | BMW S1000 RR         | 21   | +15.105   | 3º      | 10    |
| 7º   | 7  | Chaz Davies          | Aruba.it Racing - Ducati | Ducati Panigale V4 R | 21   | +17.001   | 7º      | 9     |
| 8º   | 81 | Jordi Torres         | Pedercini Racing         | Kawasaki ZX-10RR     | 21   | +20.227   | 11º     | 8     |
| 9º   | 54 | Toprak Razgatlıoğlu  | Turkish Puccetti Racing  | Kawasaki ZX-10RR     | 21   | +20.276   | 9º      | 7     |
| 10º  | 66 | Tom Sykes            | BMW Motorrad             | BMW S1000 RR         | 21   | +21.748   | 6º      | 6     |
| 11º  | 2  | Leon Camier          | Moriwaki Althea Honda    | Honda CBR1000RR      | 21   | +32.686   | 10º     | 5     |
| 12º  | 33 | Marco Melandri       | GRT Yamaha               | Yamaha YZF R1        | 21   | +38.777   | 16º     | 4     |
| 13º  | 11 | Sandro Cortese       | GRT Yamaha               | Yamaha YZF R1        | 21   | +43.075   | 12º     | 3     |
| 14º  | 50 | Eugene Laverty       | Team Goeleven            | Ducati Panigale V4 R | 21   | +46.018   | 13º     | 2     |
| 15º  | 23 | Ryūichi Kiyonari     | Moriwaki Althea Honda    | Honda CBR1000RR      | 21   | +46.293   | 15º     | 1     |
| 16º  | 80 | Héctor Barberá       | Orelac Racing VerdNatura | Kawasaki ZX-10RR     | 19   | +2 giri   | 18º     |       |

#### Ritirati
| Nº | Pilota                | Squadra           | Motocicletta         | Giri | Griglia |
| -- | --------------------- | ----------------- | -------------------- | ---- | ------- |
| 21 | Michael Ruben Rinaldi | Barni Racing      | Ducati Panigale V4 R | 16   | 17º     |
| 52 | Alessandro Delbianco  | Althea Mie Racing | Honda CBR1000RR      | 10   | 14º     |

### Gara 2

#### Arrivati al traguardo
| Pos. | Nº | Pilota                | Squadra                  | Motocicletta         | Giri | Tempo     | Griglia | Punti |
| ---- | -- | --------------------- | ------------------------ | -------------------- | ---- | --------- | ------- | ----- |
| 1º   | 19 | Álvaro Bautista       | Aruba.it Racing - Ducati | Ducati Panigale V4 R | 21   | 33'28.682 | 1º      | 25    |
| 2º   | 60 | Michael van der Mark  | Pata Yamaha              | Yamaha YZF R1        | 21   | +4.688    | 2º      | 20    |
| 3º   | 1  | Jonathan Rea          | Kawasaki Racing          | Kawasaki ZX-10RR     | 21   | +4.706    | 8º      | 16    |
| 4º   | 22 | Alex Lowes            | Pata Yamaha              | Yamaha YZF R1        | 21   | +10.073   | 4º      | 13    |
| 5º   | 7  | Chaz Davies           | Aruba.it Racing - Ducati | Ducati Panigale V4 R | 21   | +13.667   | 7º      | 11    |
| 6º   | 28 | Markus Reiterberger   | BMW Motorrad             | BMW S1000 RR         | 21   | +15.373   | 3º      | 10    |
| 7º   | 66 | Tom Sykes             | BMW Motorrad             | BMW S1000 RR         | 21   | +15.387   | 6º      | 9     |
| 8º   | 91 | Leon Haslam           | Kawasaki Racing          | Kawasaki ZX-10RR     | 21   | +20.915   | 5º      | 8     |
| 9º   | 54 | Toprak Razgatlıoğlu   | Turkish Puccetti Racing  | Kawasaki ZX-10RR     | 21   | +22.922   | 9º      | 7     |
| 10º  | 81 | Jordi Torres          | Pedercini Racing         | Kawasaki ZX-10RR     | 21   | +23.518   | 11º     | 6     |
| 11º  | 11 | Sandro Cortese        | GRT Yamaha               | Yamaha YZF R1        | 21   | +28.286   | 12º     | 5     |
| 12º  | 2  | Leon Camier           | Moriwaki Althea Honda    | Honda CBR1000RR      | 21   | +36.039   | 10º     | 4     |
| 13º  | 50 | Eugene Laverty        | Team Goeleven            | Ducati Panigale V4 R | 21   | +36.359   | 13º     | 3     |
| 14º  | 33 | Marco Melandri        | GRT Yamaha               | Yamaha YZF R1        | 21   | +36.895   | 16º     | 2     |
| 15º  | 21 | Michael Ruben Rinaldi | Barni Racing             | Ducati Panigale V4 R | 21   | +36.913   | 17º     | 1     |
| 16º  | 80 | Héctor Barberá        | Orelac Racing VerdNatura | Kawasaki ZX-10RR     | 21   | +37.095   | 18º     |       |
| 17º  | 52 | Alessandro Delbianco  | Althea Mie Racing        | Honda CBR1000RR      | 21   | +1'10.200 | 14º     |       |

#### Ritirato
| Nº | Pilota           | Squadra               | Motocicletta    | Giri | Griglia |
| -- | ---------------- | --------------------- | --------------- | ---- | ------- |
| 23 | Ryūichi Kiyonari | Moriwaki Althea Honda | Honda CBR1000RR | 16   | 15º     |

### Supersport

#### Arrivati al traguardo
| Pos. | Nº | Pilota                | Squadra                      | Motocicletta     | Giri | Tempo     | Griglia | Punti |
| ---- | -- | --------------------- | ---------------------------- | ---------------- | ---- | --------- | ------- | ----- |
| 1º   | 64 | Federico Caricasulo   | Bardahl Evan Bros.           | Yamaha YZF R6    | 18   | 29'47.619 | 2º      | 25    |
| 2º   | 21 | Randy Krummenacher    | Bardahl Evan Bros.           | Yamaha YZF R6    | 18   | +0.032    | 1º      | 20    |
| 3º   | 36 | Thomas Gradinger      | Kallio Racing                | Yamaha YZF R6    | 18   | +0.223    | 7º      | 16    |
| 4º   | 16 | Jules Cluzel          | GMT94 Yamaha                 | Yamaha YZF R6    | 18   | +0.580    | 6º      | 13    |
| 5º   | 44 | Lucas Mahias          | Kawasaki Puccetti Racing     | Kawasaki ZX-6R   | 18   | +1.277    | 8º      | 11    |
| 6º   | 94 | Corentin Perolari     | GMT94 Yamaha                 | Yamaha YZF R6    | 18   | +13.748   | 9º      | 10    |
| 7º   | 78 | Hikari Ōkubo          | Kawasaki Puccetti Racing     | Kawasaki ZX-6R   | 18   | +13.873   | 5º      | 9     |
| 8º   | 32 | Isaac Viñales         | Kallio Racing                | Yamaha YZF R6    | 18   | +13.959   | 10º     | 8     |
| 9º   | 30 | Glenn van Straalen    | EAB Racing                   | Kawasaki ZX-6R   | 18   | +20.784   | 13º     | 7     |
| 10º  | 95 | Jules Danilo          | CIA Landlord Insurance Honda | Honda CBR600RR   | 18   | +21.632   | 14º     | 6     |
| 11º  | 86 | Ayrton Badovini       | Pedercini Racing             | Kawasaki ZX-6R   | 18   | +22.062   | 11º     | 5     |
| 12º  | 56 | Péter Sebestyén       | CIA Landlord Insurance Honda | Honda CBR600RR   | 18   | +26.266   | 17º     | 4     |
| 13º  | 84 | Loris Cresson         | Kallio Racing                | Yamaha YZF R6    | 18   | +27.784   | 18º     | 3     |
| 14º  | 47 | Rob Hartog            | Hartog - Against Cancer      | Kawasaki ZX-6R   | 18   | +29.374   | 12º     | 2     |
| 15º  | 22 | Federico Fuligni      | MV Agusta Reparto Corse      | MV Agusta F3 675 | 18   | +29.766   | 15º     | 1     |
| 16º  | 77 | Wayne Tessels         | Team SWPN                    | Yamaha YZF R6    | 18   | +35.384   | 20º     |       |
| 17º  | 74 | Jaimie van Sikkelerus | MPM WILSport Racedays        | Honda CBR600RR   | 18   | +37.936   | 19º     |       |
| 18º  | 4  | Christian Stange      | Gemar - Ciociaria Corse      | Honda CBR600RR   | 18   | +45.681   | 22º     |       |
| 19º  | 6  | María Herrera         | MS Racing                    | Yamaha YZF R6    | 18   | +55.235   | 24º     |       |
| 20º  | 15 | Alfonso Coppola       | Gemar - Ciociaria Corse      | Honda CBR600RR   | 18   | +1'12.589 | 23º     |       |

#### Ritirati
| Nº | Pilota           | Squadra                 | Motocicletta     | Giri | Griglia |
| -- | ---------------- | ----------------------- | ---------------- | ---- | ------- |
| 38 | Hannes Soomer    | MPM WILSport Racedays   | Honda CBR600RR   | 16   | 4º      |
| 3  | Raffaele De Rosa | MV Agusta Reparto Corse | MV Agusta F3 675 | 13   | 3º      |
| 11 | Kyle Smith       | Pedercini Racing        | Kawasaki ZX-6R   | 4    | 16º     |
| 43 | Daniel Rubin     | Rubin Racing            | Yamaha YZF R6    | 4    | 21º     |
| 48 | Xavier Navand    | DK Motorsport           | Yamaha YZF R6    | 3    | 25º     |

### Supersport 300

#### Arrivati al traguardo
| Pos. | Nº | Pilota                  | Squadra                                  | Motocicletta       | Giri | Tempo     | Griglia | Punti |
| ---- | -- | ----------------------- | ---------------------------------------- | ------------------ | ---- | --------- | ------- | ----- |
| 1º   | 18 | Manuel González         | Kawasaki ParkinGO                        | Kawasaki Ninja 400 | 12   | 22'24.223 | 1º      | 25    |
| 2º   | 95 | Scott Deroue            | Motoport Kawasaki                        | Kawasaki Ninja 400 | 12   | +0.143    | 6º      | 20    |
| 3º   | 41 | Jan-Ole Jähnig          | Freudenberg KTM Junior                   | KTM RC 390 R       | 12   | +0.320    | 8º      | 16    |
| 4º   | 22 | Mykyta Kalinin          | Nutec - RT Motorsports by SKM - Kawasaki | Kawasaki Ninja 400 | 12   | +0.417    | 7º      | 13    |
| 5º   | 64 | Hugo De Cancellis       | Trasimeno Yamaha                         | Yamaha YZF-R3      | 12   | +0.450    | 4º      | 11    |
| 6º   | 28 | Omar Bonoli             | Trasimeno Yamaha                         | Yamaha YZF-R3      | 12   | +0.500    | 5º      | 10    |
| 7º   | 88 | Bruno Ieraci            | Kawasaki GP Project                      | Kawasaki Ninja 400 | 12   | +0.588    | 29º     | 9     |
| 8º   | 1  | Ana Carrasco            | Kawasaki Provec                          | Kawasaki Ninja 400 | 12   | +0.780    | 10º     | 8     |
| 9º   | 25 | Andy Verdoïa            | BCD Yamaha MS Racing                     | Yamaha YZF-R3      | 12   | +0.945    | 21º     | 7     |
| 10º  | 72 | Victor Steeman          | Freudenberg KTM Junior                   | KTM RC 390 R       | 12   | +1.009    | 27º     | 6     |
| 11º  | 42 | Marc García             | DS Junior                                | Kawasaki Ninja 400 | 12   | +1.044    | 19º     | 5     |
| 12º  | 6  | Robert Schotman         | Motoport Kawasaki                        | Kawasaki Ninja 400 | 12   | +1.180    | 13º     | 4     |
| 13º  | 69 | Jeffrey Buis            | MTM Racing                               | Kawasaki Ninja 400 | 12   | +1.435    | 11º     | 3     |
| 14º  | 99 | Francisco Gomez         | DS Junior                                | Kawasaki Ninja 400 | 12   | +1.453    | 12º     | 2     |
| 15º  | 97 | Maximilian Kappler      | Freudenberg KTM                          | KTM RC 390 R       | 12   | +1.840    | 19º     | 1     |
| 16º  | 20 | Dorren Loureiro         | Nutec - RT Motorsports by SKM - Kawasaki | Kawasaki Ninja 400 | 12   | +1.985    | 25º     |       |
| 17º  | 8  | Mika Pérez              | Scuderia Maranga Racing                  | Kawasaki Ninja 400 | 12   | +2.042    | 3º      |       |
| 18º  | 21 | Borja Sánchez           | Scuderia Maranga Racing                  | Kawasaki Ninja 400 | 12   | +2.228    | 9º      |       |
| 19º  | 55 | Galang Hendra Pratama   | Semakin Di Depan Biblion Motoxracing     | Yamaha YZF-R3      | 12   | +2.305    | 1º      |       |
| 20º  | 16 | Marc Luna Bayen         | Kawasaki GP Project                      | Kawasaki Ninja 400 | 12   | +6.390    | 23º     |       |
| 21º  | 52 | Oliver König            | ACCR Czech Talent Team - Willi Race      | Kawasaki Ninja 400 | 12   | +13.068   | 30º     |       |
| 22º  | 3  | Mateo Pedeneau          | MHP Racing-Patrick Pons                  | Yamaha YZF-R3      | 12   | +13.469   | 36º     |       |
| 23º  | 47 | Ferran Hernandez Moyano | BCD Yamaha MS Racing                     | Yamaha YZF-R3      | 12   | +13.479   | 18º     |       |
| 24º  | 30 | Daniel Blin             | Terra e Moto                             | Yamaha YZF-R3      | 12   | +29.644   | 22º     |       |
| 25º  | 79 | Tomas Alonso            | ACCR Czech Talent Team - Willi Race      | Kawasaki Ninja 400 | 12   | +42.317   | 35º     |       |

#### Ritirati
| Nº | Pilota                 | Squadra                                  | Motocicletta       | Giri | Griglia |
| -- | ---------------------- | ---------------------------------------- | ------------------ | ---- | ------- |
| 17 | Koen Meuffels          | Freudenberg KTM                          | KTM RC 390 R       | 11   | 31º     |
| 13 | Dino Iozzo             | Nutec - RT Motorsports by SKM - Kawasaki | Kawasaki Ninja 400 | 9    | 14º     |
| 7  | Eliton Gohara Kawakami | BCD Yamaha MS Racing                     | Yamaha YZF-R3      | 7    | 33º     |
| 11 | Kevin Arduini          | 2R Racing                                | Kawasaki Ninja 400 | 2    | 24º     |
| 82 | Jack Hyde              | 2R Racing                                | Kawasaki Ninja 400 | 2    | 16º     |
| 71 | Tom Edwards            | Kawasaki ParkinGO                        | Kawasaki Ninja 400 | 2    | 28º     |
| 14 | Enzo de la Vega        | MHP Racing-Patrick Pons                  | Yamaha YZF-R3      | 2    | 26º     |
| 15 | Manuel Bastianelli     | Prodina Ircos Kawasaki                   | Kawasaki Ninja 400 | 1    | 15º     |
| 44 | Tom Bramich            | Carl Cox-RT Motorsports by SKM-Kawasaki  | Kawasaki Ninja 400 | 1    | 32º     |